# Michaela Liegertová
Michaela Liegertová je česká bioložka a vysokoškolská pedagožka, dlouhodobě působící na Přírodovědecké fakultě Univerzity Jana Evangelisty Purkyně, kde od roku 2018 zastává funkci proděkanky pro rozvoj a kvalitu. Od roku 2023 vede tým projektu AI společně.

## Studium, vědecká a pedagogická činnost
V roce 2009 na Univerzitě Jana Evangelisty Purkyně získala titul Mgr. v oboru učitelství biologie a chemie. V roce 2016 dokončila své doktorské studium (obor vývojová a buněčná biologie) na Univerzitě Karlově v Praze. V letech 2009 až 2013 pracovala jako vědecká pracovnice v Ústavu molekulární genetiky AV ČR, na oddělení regulace transkripce. Od roku 2013 je odbornou asistentkou na katedře biologie a také výzkumnou pracovnicí vzniklého (r. 2022) Centra nanomateriálů a biotechnologií Přírodovědecké fakulty Univerzity Jana Evangelisty Purkyně. Na téže fakultě od roku 2018 působí také jako proděkanka pro rozvoj a kvalitu.
Předmětem jejího vědecko-výzkumného zájmu je vývojová a buněčná biologie, molekulární biologie, genetika a modelové organismy.
Od roku 2023 se intenzivně věnuje implementaci nástrojů umělé inteligence do výzkumu a vzdělávání. Vede tým projektu AI společně a organizuje s tím spojené vzdělávací akce pro akademiky a akademičky, studující a současné i budoucí učitele.

## Další činnost
Dlouhodobě se věnuje také popularizaci vědy prostřednictvím realizace přednášek pro školy i veřejnost.

## Ocenění
V roce 2018 získala Cenu rektora UJEP za špičkové a excelentní výsledky v oblasti technických a přírodních věd pro pracovníka do 35 let. V roce 2023 obdržela toto ocenění znovu, tentokrát za vynikající pedagogickou činnost v oblasti technických a přírodních věd.